# Pomnik poległych wojowników w Nikšićiu
Pomnik poległych wojowników w Nikšiciu (serb. Spomenik Palim Borcima U Drugom Svjetskom Ratu) – pomnik poległych w II wojnie światowej wzniesiony w 1987 roku na południowo-zachodnim stoku góry Trebjesa w Nikšićiu (Czarnogóra).

## Geneza
20-metrowej wysokości, żelbetowy monument upamiętnia poległych żołnierzy z Nikšićia, którzy walczyli z okupantami państw Osi podczas II wojny światowej. Ponadto jest pomnikiem 32 partyzantów i bojowników antyfaszystowskich, którzy w czasie wojny zostali straceni na wzgórzu Trebjesa.
17 kwietnia 1941 roku do miasta wkroczyła włoska 9. Armia. Cała Czarnogóra została następnie najechana i była okupowana przez wojska włoskie. Na początku lipca 1941 roku komunista, Milovan Đilas został wysłany przez Komunistyczną Partię Jugosławii do Czarnogóry, gdzie rozpoczął tworzenie oddziałów partyzanckich. Nikšić od dłuższego czasu pozostawał centrum sił komunistycznych w Czarnogórze, w związku z czym działalność Đilasa była ułatwiona. Począwszy od 14 lipca 1941 roku w Nikšiću i całej Czarnogórze zaczęły się intensywne działania bojowe, podczas których partyzanci komunistyczni współdziałali m.in. z czetnikami. W ciągu kilku dni wyzwolono Nikšić i rozbrojono wiele oddziałów włoskich. Partyzanci zabezpieczyli m.in. cztery włoskie samoloty z lokalnego lotniska. W ciągu sześciu tygodni Benito Mussolini wysłał prawie 90.000 żołnierzy z XIV Korpusu generała Luigi Mentastiego, celem stłumienia powstania. Większość wyzwolonych wcześniej ziem w została odbita przez Włochów. Podczas walk zginęło setki lokalnych bojowników. W całej Czarnogórze podczas włoskich kontrofensyw zginęło niecałe 10.000 partyzantów. Powstały 29 października 1941 roku oddział z Nikšićia próbował odzyskać utracone terytorium, ale działania te zakończyły się porażką. Duża część czetników uważała, że walka jest daremna i powoduje śmierć zbyt wielu cywilów. Jednak partyzanci komunistyczni odmówili kapitulacji. Spowodowało to rozłam w ruchu powstańczym, w wyniku którego czetnicy zmienili stronę, by współpracować z Włochami i Niemcami.
W styczniu 1942 roku pomiędzy czetnikami i komunistami zaczęły wybuchać otwarte walki. Wsparcie włoskie umożliwiło czetnikom wyparcie partyzantów komunistycznych z Czarnogóry do maja 1942 roku. Podczas odwrotu, 32 partyzantów z Nikšića zostało schwytanych przez siły czetnickie i włoskie. W odwecie za straty, jakie ponieśli podczas bitwy, włoscy dowódcy w Nikšiću nakazali rozstrzelanie wszystkich z nich. 9 maja 1942 roku zostali oni zabrani pod Trebjesę i rozstrzelani, a następnie wrzuceni do masowej mogiły. Jednym ze znanych bojowników zabitych podczas tej fali egzekucji był Čedomir Čupić (ps. „Ljubo”), urodzony w Argentynie. Josip Broz Tito pośmiertnie przyznał Čupićowi Order Bohatera Ludu. W 1943 roku, po tym, jak Włosi poddali się aliantom, partyzanci ponownie wkroczyli do regionu Nikšića i wznowili walkę z czetnikami. W 1943 roku Niemcy przybyli, by wesprzeć wysiłki czetników przeciwko partyzantom, jednak wsparcie to nie było wystarczające i na początku 1944 roku czetnicy i Niemcy zaczęli wycofywać się z Czarnogóry. Nikšić został ostatecznie wyzwolony 17 września 1944 roku. W trakcie wojny o wyzwolenie narodowe około 11000 mieszkańców Nikšića uczestniczyło w bojach, a ponad 1200 z nich zginęło z bronią w ręku. Spośród tych, którzy walczyli podczas wojny w Nikšiću, 45 zostało ogłoszonych przez rząd Jugosławii Bohaterami Narodowymi.

## Pomnik
Pierwsze próby upamiętnienia straconych partyzantów miały miejsce w 10. rocznicę masakry, w 1952 roku. Wmurowano wówczas w skałę białą, polerowaną kamienną tablicę. Następnie, w 1961 roku, niedaleko tej tablicy powstał nowy, bardziej znaczący pomnik. Źródła opisują ten monument jako dwa 11-metrowe betonowe ramiona wyciągające się ku niebu. W połowie lat 80. XX wieku został on zburzony, aby zrobić miejsce dla kolejnego dzieła.
Około 1985 roku władze lokalne i regionalne, a także organizacje weteranów zaczęły koordynować budowę kompleksu pamięci. Zamówienie na ten projekt zostało przyznane lokalnemu rzeźbiarzowi, Ljubo Vojvodićowi, artyście, który wykonał znaczną liczbę rzeźb pamiątkowych w gminach Nikšić i Danilovgrad w latach 70. i 80. XX wieku. Ukończony kompleks został otwarty dla publiczności 17 września 1987 roku, w dniu upamiętniającym 43. rocznicę wyzwolenia Nikšicia z rąk państw Osi. Uroczystości poświęcenia pomnika przewodniczyli czarnogórscy politycy: Dragiša Maksimović i Gojko Mitrov Kilibard.
Przez kilka lat (przed rozpadem Jugosławii) pomnik stanowił znaczącą atrakcję turystyczną. Potem popadł w zapomnienie i został poważnie zaniedbany. Miejsce pamięci narażone było na stałe akty wandalizmu. Jeszcze w 2016 roku konstrukcja i teren ulegał stopniowej dewastacji. Ogólny stan elewacji pomnika i betonowej konstrukcji pozostaje stosunkowo dobry. Na miejscu nadal odbywają się coroczne ceremonie i wydarzenia upamiętniające poległych, a zwłaszcza Ljubo Čupicia, który nadal jest popularną postacią w regionie (w 2018 roku wystawiono mu figuralny posąg z brązu na Placu Wolności w centrum miasta).
Na pomniku pod Trebjesą znajduje się wiele elementów rzeźbiarskich. Podstawa centralnej rzeźby pamiątkowej, która jest ozdobiona kształtami przypominającymi koła zębate, ma dokładnie 32 wyrzeźbione okrągłe czarne kamienne panele przymocowane do „zęba” podstawy koła zębatego. Napisy na tych kamiennych tablicach to nazwiska i długość życia 32 partyzantów straconych w tym miejscu przez siły włoskie. We wnęce z przodu centralnego elementu pomnika, znajduje się wysoki prostokątny panel z czarnego kamienia, na którym wyryto wzory kół i cytat pośrodku:
1941 – 1945. „Wasze męstwo będzie przez wieki szanowane przez waszych potomków”.
Kilka metrów na północny wschód od pomnika, znajduje się mała skromna marmurowa tablica osadzona w dużym szorstkim głazie. Jest to oryginalna tablica z 1952 roku. Tablica ta wspomina tylko o 29 zabitych partyzantach, podczas gdy nowszy pomnik mówi o 32 bojownikach. Być może między 1952 a 1982 rokiem odkryto dodatkowe ofiary mordu. Napis na tablicy brzmi:
„W 1942 roku w tym miejscu obrzydliwi włoscy okupanci i ich odrażający czetniccy kolaboranci rozstrzelali 29 bohaterskich bojowników ruchu Ludowo-Wyzwoleńczego. Polegli bohaterską śmiercią za wolność i radosną przyszłość naszego narodu i będą wieczną pamiątką dla młodszych pokoleń o tym, jak należy kochać swój kraj i jego wolność. 13 lipca 1952. (Dzień Powstania Czarnogórskiego)”.

## Symbolika
Forma monumentu jest bardzo złożona. Pomnik składa się z nawarstwionych form i abstrakcyjnych kształtów. Centralnym motywem rzeźby jest duża, wysunięta do przodu okrągła płyta (trzy metry średnicy) przypominająca przekładnię zębatą. Ljubo Vojvodić, wykorzystuje motyw koła zębatego w wielu swoich pomnikach w regionie. Być może kształt ten ma odzwierciedlać koncepcję wirujących „biegów wojny”, które definiują życie zwykłych obywateli. Jednocześnie kształt pomnika można uznać za motyw kwiatowy, a duża okrągła płyta może symbolizować kwiat skierowany w stronę słońca. Symbolika kwiatu powtarza się na wielu abstrakcyjnych pomnikach wojennych w byłej Jugosławii. Ma wyobrażać odrodzenie, czy też odnowę. Widocznym symbolicznym elementem na okrągłej płycie pomnika jest pięcioramienna gwiazda, czyli motyw, który stał się symbolem partyzanckiej armii antyfaszystowskiej, a także jugosłowiańskiego rządu komunistycznego. Gwiazda ta, w odróżnieniu od innych krajów komunistycznych, przedstawiana była zwykle w Jugosławii w sposób subtelny i symboliczny, nie dosłownie, co ma również miejsce w tym przypadku. Historyk Veljko Bijelić w ten sposób odczytał symbolikę obiektu: „Pomnik ten o monumentalnej i artystycznej oprawie symbolizuje zjawisko uśmiechów żołnierzy i patriotów skazanych na śmierć przed rozstrzelaniem przez okupanta, jako kontrast do smutku zabójców”. Zamordowany Čedomir Čupić został ujęty w momencie rozstrzelania na fotografii włoskiego fotografa Karla Ravnica. Stał ze związanymi rękami przed plutonem egzekucyjnym, mając wyzywający uśmiech na twarzy. Dzięki tej fotografii stał się dla wielu Jugosłowian legendą.
Dominujący centralny segment pionowy pomnika jest skomponowany z dwóch przeciwstawnych elementów. Centralny nadaje statyczność i monumentalność dziełu, a dwa pochyłe wprowadzają wyraźną dynamikę całości. Ogólnie jest to kompozycja wielowarstwowa w sensie symbolicznym, oferuje skojarzenie z ptakiem z trzepoczącymi skrzydłami, któremu nie ma udało się wystartować, co przywodzi na myśl utracone życie poległych.
Pomnik do dziś jest jednym z najważniejszych symboli miasta Nikšić i jego najnowszej historii. Znajduje się na liście ochronnej Dyrekcji Ochrony Dziedzictwa Kulturowego Czarnogóry. Ponieważ znajduje się w publicznym parku, który ma również charakter sportowo-rekreacyjny, jest licznie odwiedzany. Ekspresja formy oddana w surowym betonie, ozdobna geometria i efektowność stanowią, że pomnik ten jest rozpoznawalnym i wielowarstwowym dziełem – jednym z najbardziej imponujących zabytków poświęconych II wojnie światowej na terytorium Czarnogóry.